# Tratado de la OMPI sobre Interpretación o Ejecución y Fonogramas
El Tratado de la OMPI sobre Interpretación o Ejecución y Fonogramas, en ocasiones abreviado WPPT por sus siglas en inglés (WIPO Performances and Phonograms Treaty), es un tratado internacional en materia del derecho de autor adoptado el 20 de diciembre de 1996 por los Estados miembros de la Organización Mundial de la Propiedad Intelectual (OMPI). Entró en vigor el 20 de mayo de 2002. Su principal propósito es otorgar garantías de protección a intérpretes y productores de fonogramas dentro del ámbito digital.Hasta agosto de 2023 tenía 112 estados contratantes.

## Contenido
Este tratado se refiere a los derechos de propiedad intelectual de dos tipos de beneficiarios: (1) intérpretes (actores, cantantes, músicos, etc.) y (2) productores de fonogramas (las personas o entidades legales que toman la iniciativa y asumen la responsabilidad en relación con la grabación de esos sonidos).

### Derechos de los Artistas Intérpretes o Ejecutantes
En lo que se refiere a los intérpretes, el tratado les concede cuatro tipos de derechos económicos sobre sus interpretaciones grabadas en fonogramas: (1) el derecho de reproducción, (2) el derecho de distribución, (3) el derecho de alquiler y (4) el derecho de ponerlos a disposición del público. Cada uno de ellos es un derecho exclusivo, sujeto a ciertas limitaciones y excepciones.
El tratado concede a los intérpretes tres tipos de derechos económicos con respecto a sus interpretaciones no grabadas (en vivo): (1) el derecho de transmisión (salvo en el caso de retransmisiones), (2) el derecho de comunicación al público (salvo cuando la interpretación tenga lugar en una transmisión) y (3) el derecho de grabación.
El tratado concede también derechos morales a los intérpretes: el derecho de exigir que se les dé el crédito de sus interpretaciones y el derecho de oponerse a cualquier distorsión, mutilación u otra alteración que pudiera ser lesivo para su prestigio.

### Derechos de los Productores de Fonogramas
En lo que se refiere a los productores de fonogramas, el tratado les concede cuatro tipos de derechos (todos de carácter económico) sobre sus fonogramas: (1) el derecho de reproducción, (2) el derecho de distribución, (3) el derecho de alquiler y (4) el derecho de ponerlos a disposición del público. Cada uno de estos derechos es exclusivo y está sujeto a ciertas limitaciones y excepciones.
En lo que se refiere tanto a los intérpretes como a los productores de fonogramas, el tratado obliga a cada una de las partes contratantes a dar a los ciudadanos de las otras partes contratantes el mismo trato que a sus propios ciudadanos, en lo referente a los derechos reconocidos específicamente en el tratado.
Además, el tratado dispone que los intérpretes y los productores de fonogramas tengan derecho a una remuneración única y equitativa por el uso directo o indirecto de sus fonogramas, ya sea que éstos se editen con propósitos comerciales, para transmisión por medios electrónicos o para comunicarlos al público.

### Limitaciones y excepciones
El artículo 16 del tratado establece la capacidad de los países contratantes a otorgar los mismos tipos de limitaciones o excepciones que contiene su legislación nacional respecto de la protección del derecho de autor de las obras literarias y artísticas, al tiempo que establece, para la incorporación de dichas limitaciones y excepciones, la llamada "regla de tres pasos" del el artículo 9(2) del Convenio de Berna adaptada para fonogramas:

Las Partes Contratantes restringirán cualquier limitación o excepción impuesta a los derechos previstos en el presente Tratado a ciertos casos especiales que no atenten a la explotación normal de la interpretación o ejecución o del fonograma ni causen un perjuicio injustificado a los intereses legítimos del artista intérprete o ejecutante o del productor de fonogramas
Artículo 16 (2). Tratado de la OMPI sobre Interpretación o Ejecución y Fonogramas

### Duración de la protección
Conforme al artículo 17 del tratado, la vigencia de la protección que otorguen los países contratantes deberá ser de 50 años por lo menos.

### Medidas tecnológicas y gestión de derechos
Los miembros del tratado se comprometen a otorgar protección jurídica adecuada y recursos jurídicos efectivos contra la acción de eludir medidas tecnológicas implementadas por intérpretes y productores de fonogramas en sus obras.
Igualmente, las partes deberán otorgar recursos jurídicos contra la supresión o alteración no autorizada de cualquier información electrónica sobre la gestión de derechos; así como contra la distribución, comunicación y puesta a disposición de fonogramas con dicha información alterada o suprimida.

## Fuente
- Departamento de Estado de los Estados Unidos